# بيرس بتلر
بيرس بتلر (بالإنجليزية: Pierce Butler (justice))‏ (و. 1866 – 1939 م) هو محامي، وقاضي من الولايات المتحدة الأمريكية ولد في روسيماونت.
وهو عضو في الحزب الديمقراطي الأمريكي.
توفي في واشنطن العاصمة